# Conostegia cinnamomea
Conostegia cinnamomea är en tvåhjärtbladig växtart som först beskrevs av Pehr Johan Beurling, och fick sitt nu gällande namn av John Julius Wurdack. Conostegia cinnamomea ingår i släktet Conostegia och familjen Melastomataceae. Inga underarter finns listade i Catalogue of Life.